# Rudziczka (województwo śląskie)

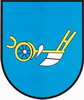
Nieoficjalny herb wsi Rudziczka

Rudziczka (niem. Riegersdorf) – wieś w Polsce położona w województwie śląskim, w powiecie pszczyńskim, w gminie Suszec. Najmniejsza wioska w gminie licząca 455 ha, z czego 268 ha stanowią użytki. Grunty orne zajmują 193 ha, co stanowi zaledwie 42% powierzchni miejscowości.
W latach 1975–1998 miejscowość położona była w województwie katowickim.